# Szociális reprezentáció
A szociális reprezentáció a társadalmi valóságot hozza létre az emberek tudatában.
„A szociális reprezentációk a mindennapi életből eredő koncepcióknak és magyarázatoknak az egyének közötti kommunikációban kialakuló halmazai. A mai társadalomban egyenértékűek a hagyományos társadalmak mítoszaival vagy hiedelemrendszereivel.” (Serge Moscovici definíciója)
A szociális reprezentáció elmélete szerint a mindennapi szociálpszichológiai jelenségekkel kapcsolatban nem szabad szétválasztani a szubjektumot és az objektumot, hanem a kettőt egybevetve, közös társadalmi és kulturális keretben kell értelmezni ezeket. Az elmélet olyan folyamatokat vizsgál, mikor kevéssé ismert fogalmak a társadalmi kommunikáción keresztül elterjednek és meghatározott szerepet kapnak a társadalom életében.
A kollektív és az egyéni reprezentáció között helyezkedik el, és egy könnyebben hozzáférhető tudást ad az embereknek a világ dolgaival kapcsolatban, mint a tudományos reprezentációk, azaz segít eligazodni az embereknek a hétköznapokban azzal, hogy leegyszerűsíti ezeket a tudományos reprezentációkat és mindenki számára hozzáférhetővé teszi azok hasznosítható gondolatait.
A szociális reprezentáció elmélete leginkább az európai szociálpszichológusok körében talált támogatásra. Két klasszikus példa erre: Moscovici alapkutatása a pszichoanalízis reprezentációjáról Franciaországban és Denise Jodelet munkája az őrület reprezentációja kapcsán. Az elmélet kevésbé ismert az Egyesült Államok területén, mivel Moscovici munkáinak nagy része (eredetileg) francia nyelven jelent meg.
Jean-Claude Abric és munkatársai továbbfejlesztve Moscovici alapgondolatát, különbséget tesznek központi és perifériás elemek között amelyek bizonyos hiedelmek alapját képezik. Saadi Lahlou a szociális reprezentáció és a viselkedés kapcsolatát vizsgálja, leginkább az evés megjelenítésére és a fogyasztói viselkedésre koncentrálva. Wolfgang Wagner a kollektív viselkedési minták és a szociális reprezentációk kialakulása közötti kapcsolatot vizsgálta.

## Kialakulásának folyamata
- Lehorgonyzás: A folyamat e részében egy eddig ismeretlen fogalmat ismerős kategóriákba helyezzük, így értelmezhetővé válik számunkra. Ehhez szükséges az osztályozás (az ismert kategória prototípusával vetjük össze a fogalmat- ez lehet generalizáció vagy partikularizáció) és a megnevezés (azaz nevet kap a fogalom, így verbalizálhatóvá válik a társadalomban).
- Tárgyiasítás (objektifikáció): Ebben a szakaszban történik a fogalom hétköznapiasabbá tétele, ugyanis egy kép (konkrét tapasztalat) alakul ki bennünk a jelentéséről annak köszönhetően, hogy összetársítjuk valamilyen szimbólummal vagy képzettel. Majd ezek egy figuratív magba összegződnek, ami egy olyan képekből álló komplexum, amely a gondolatok valamely komplexumát szimbolizálja.

## A szociális reprezentáció empirikus vizsgálata
A szociális reprezentáció elmélete nagy számú empirikus kutatást inspirált. A kvantitatív módszerek, sőt a kísérletek és a kvázi-kísérletek mellett az interjús és a fókuszcsoport-vizsgálatokban is nagy hagyománya van a kvalitatív, antropológiai eljárásoknak is. Clifford Geertznek (1973) a sűrű leíráson alapuló elgondolásait követve Gerard Duveen és Barbara Lloyd (1993) megfigyelt és beszélgetésekből nyert adatokra alapozza kutatásait, s ezeken keresztül fűz interpretációkat a nemi szerep szociális reprezentációjának kérdéséhez. A kvalitatív és a kvantitatív módszereket legújabban együttesen is alkalmazzák: az előzetes interpretáció termékeiként megjelenő verbális, vizuális vagy audiovizuális anyag tartalomelemzési kategóriáit kvantifikálják, és a különféle csoportokat vagy egyéneket kvantitatív elemző eljárások segítségével illesztik be a kvalitatívan interpretált kategóriamátrixba; egy másik lehetőség, hogy kvantitatív úton nyert mintázatokat használnak fel az interpretáció során.
A kísérleti vagy kvázi-kísérleti terv, illetve a terepvizsgálat azon alapul, hogy a kísérletvezető által manipulált vagy – terepvizsgálat esetében – természetes módon változó oki tényezők és az időben rájuk következő okozatok megfelelő módon azonosíthatóak, illetve mérhetőek. Bár a szociális reprezentációs elmélet keretében valóban nehezen állítható fel lineáris oki kapcsolat akár szociális, akár mentális változók, illetve kognitív vagy viselkedéses jellegű megnyilvánulások között, a reprezentáció figuratív magjának vizsgálatában, a centrális és perifériális elemek elkülönítésében a kísérleti módszert sikerrel alkalmazzák, vagy kvázi-kísérleti tervet alkalmaznak olyan vizsgálatokban, amelyekben a helyzeti feltételek természetes változása a szociális reprezentációk tartalmának és formájának a változását eredményezte. Kétségtelen azonban, hogy a szociális reprezentáció vizsgálatában a nem kísérleti módszerek a meghatározóak. A nem kísérleti módszerrel, például egyéni vagy csoportos interjúval, kérdőívvel, kártyaszortírozással, asszociáltatással, természetes szövegek felhasználásával stb. történő adatgenerálás nem csak abban különbözik a kísérlettől, hogy – szemben a kísérlettel – itt a kutató kontrollja a jelenség fölött kimerül a gyűjtendő adatok körének, az adatgyűjtés módjának és a mintának a kijelölésében (ez persze nem jelenti azt, hogy a nem kísérleti módszerek esetében a kutató a jelenséget szükségképpen kevésbé befolyásolja, hiszen az adatokat maga a kiválasztás és a felvétel folyamata is képes torzítani), hanem abban is, hogy ezek a módszerek nem egy előzetes hipotézist kívánnak verifikálni. Feltáró, "felfedező" jellegű kutatások ezek, amelyek a szociális reprezentációk komplex szerveződési formáit és dinamikájukat kívánják megragadni, miközben a jelenségek közötti okozati összefüggéseket lényegesen lazábban kezelik, és többnyire utólag értelmezik.